# Tin Srbić
Tin Srbić (Zagreb, 11 de septiembre de 1996) es un deportista croata que compite en gimnasia artística, especialista en la prueba de barra fija.
Participó en los Juegos Olímpicos de Tokio 2020, obteniendo una medalla de plata en su especialidad.
Ganó tres medallas en el Campeonato Mundial de Gimnasia Artística entre los años 2017 y 2023, y tres medallas en el Campeonato Europeo de Gimnasia Artística entre los años 2019 y 2023.

## Palmarés internacional
| Juegos Olímpicos   | Juegos Olímpicos     | Juegos Olímpicos | Juegos Olímpicos |
| Año                | Lugar                | Medalla          | Prueba           |
| ------------------ | -------------------- | ---------------- | ---------------- |
| 2020               | Tokio (Japón)        | Medalla de plata | Barra fija       |
| Campeonato Mundial |                      |                  |                  |
| Año                | Lugar                | Medalla          | Prueba           |
| 2017               | Montreal (Canadá)    | Medalla de oro   | Barra fija       |
| 2019               | Stuttgart (Alemania) | Medalla de plata | Barra fija       |
| 2023               | Amberes (Bélgica)    | Medalla de plata | Barra fija       |
| Campeonato Europeo |                      |                  |                  |
| Año                | Lugar                | Medalla          | Prueba           |
| 2019               | Szczecin (Polonia)   | Medalla de plata | Barra fija       |
| 2020               | Mersin (Turquía)     | Medalla de plata | Barra fija       |
| 2023               | Antalya (Turquía)    | Medalla de oro   | Barra fija       |